# گیئون نو نیوگو
گیئون نو نیوگو (به ژاپنی: 祇園女御 ぎおんのにょうご) همسر میناموتو نو کوره‌کیو و همچنین چوهی (زن سوگلی) امپراتور شیراکاوا (دوره سلطنت ۱۰۷۳–۱۰۸۷) در دوره پیری این امپراتور بود. وی فوجیوارا نو تاماکو (تولد ۱۱۰۱ – مرگ ۱۱۴۵)، همسر امپراتور بعدی امپراتور توبا را به فرزندی پذیرفته بود.
وی فرزند خواهر کوچکترش که بعدها به نام تایرا نو کیوموری معروف شد را به عنوان یوشی (فرزندخوانده) (猶子) پذیرفته بود.